# Famicom Modem
Famicom Modem (japanska: ファミコンネットシステム Hepburn: lit. Familjedatorns nätverkssystem?) är ett modem till Nintendos Family Computer, utgivet i Japan under sent 1988. Det är kortbaserat, precis som Hucard till PC Engine och Sega Card till Sega Master System. Försök att lansera den i USA gjordes också.

### Fotnoter
1. ↑  Coert van den Thillart (4 oktober 2014). ”A Brief History of Nintendo's Hits and Misses: The Nes-EraPorts” (på engelska). Nisute. Arkiverad från originalet den 8 januari 2015. https://web.archive.org/web/20150108114321/http://www.nisute.com/2014/10/04/a-brief-history-of-nintendos-hits-and-misses-the-nes-era/. Läst 19 maj 2015.
2. ↑  Michael Freitag (8 juni 2015). ”Talking Deals; How Nintendo Can Help AT&T” (på engelska). New York Times. http://www.nytimes.com/1989/06/08/business/talking-deals-how-nintendo-can-help-at-t.html. Läst 19 maj 2015.